# Klaus-Dieter Sieloff
Klaus-Dieter Sieloff est un footballeur allemand né le 27 février 1942 à Tilsit en Prusse-Orientale et mort le 13 décembre 2011 à Stuttgart. 

## Biographie
Klaus-Dieter Sieloff joue comme défenseur dans les années 1960 et 1970. Il est de la sélection allemande lors de la Coupe du monde 1966 en Angleterre et de la Coupe du monde 1970 au Mexique.

## Carrière
- 1960-1969 : VfB Stuttgart  Allemagne
- 1969-1974 : Borussia Mönchengladbach  Allemagne
- 1974-1976 : Aix-la-Chapelle  Allemagne

## Palmarès
- Championnat d'Allemagne : 1970 et 1971
- Coupe d'Allemagne : 1973
- 14 sélections et 5 buts avec l'équipe d'Allemagne entre 1964 et 1971.